# SN 2005ac
SN 2005ac – supernowa typu Ia odkryta 4 lutego 2005 roku w galaktyce A133955+0052. W momencie odkrycia miała maksymalną jasność 18,00m.